# Třída Kılıç
Třída Kılıç je třída raketových člunů tureckého námořnictva. Celkem bylo postaveno devět jednotek této třídy. Všechny jsou stále v aktivní službě.

## Stavba
Celou třídu navrhla německá loděnice Lürssen. Prototypová jednotka Kılıç byla postavena přímo v Německu. Ostatních osm lodí už postavily samy turecké loděnice. Třída se přitom dělí do dvou mírně odlišných podskupin.
Jednotky třídy Kılıç:
| Jméno          | Podtřída | Spuštěna          | Vstup do služby   | Status  |
| -------------- | -------- | ----------------- | ----------------- | ------- |
| Kiliç (P-330)  | Kiliç I  | 15. července 1997 | 24. července 1998 | aktivní |
| Kalkan (P-331) | Kiliç I  | 22. září 1998     | 22. července 1999 | aktivní |
| Mızrak (P-332) | Kiliç I  | 5. dubna 1999     | 8. června 2000    | aktivní |
| Tufan (P-333)  | Kiliç II | 25. července 2001 | 26. července 2005 | aktivní |
| Meltem (P-334) | Kiliç II | 1. září 2004      | 26. července 2005 | aktivní |
| İmbat (P-335)  | Kiliç II | 26. července 2005 | 7. července 2006  | aktivní |
| Zıpkın (P-336) | Kiliç II | 7. července 2006  | 17. září 2007     | aktivní |
| Atak (P-337)   | Kiliç II | 4. ledna 2008     | 14. ledna 2009    | aktivní |
| Bora (P-338)   | Kiliç II | 23. března 2009   | 7. dubna 2010     | aktivní |

## Konstrukce

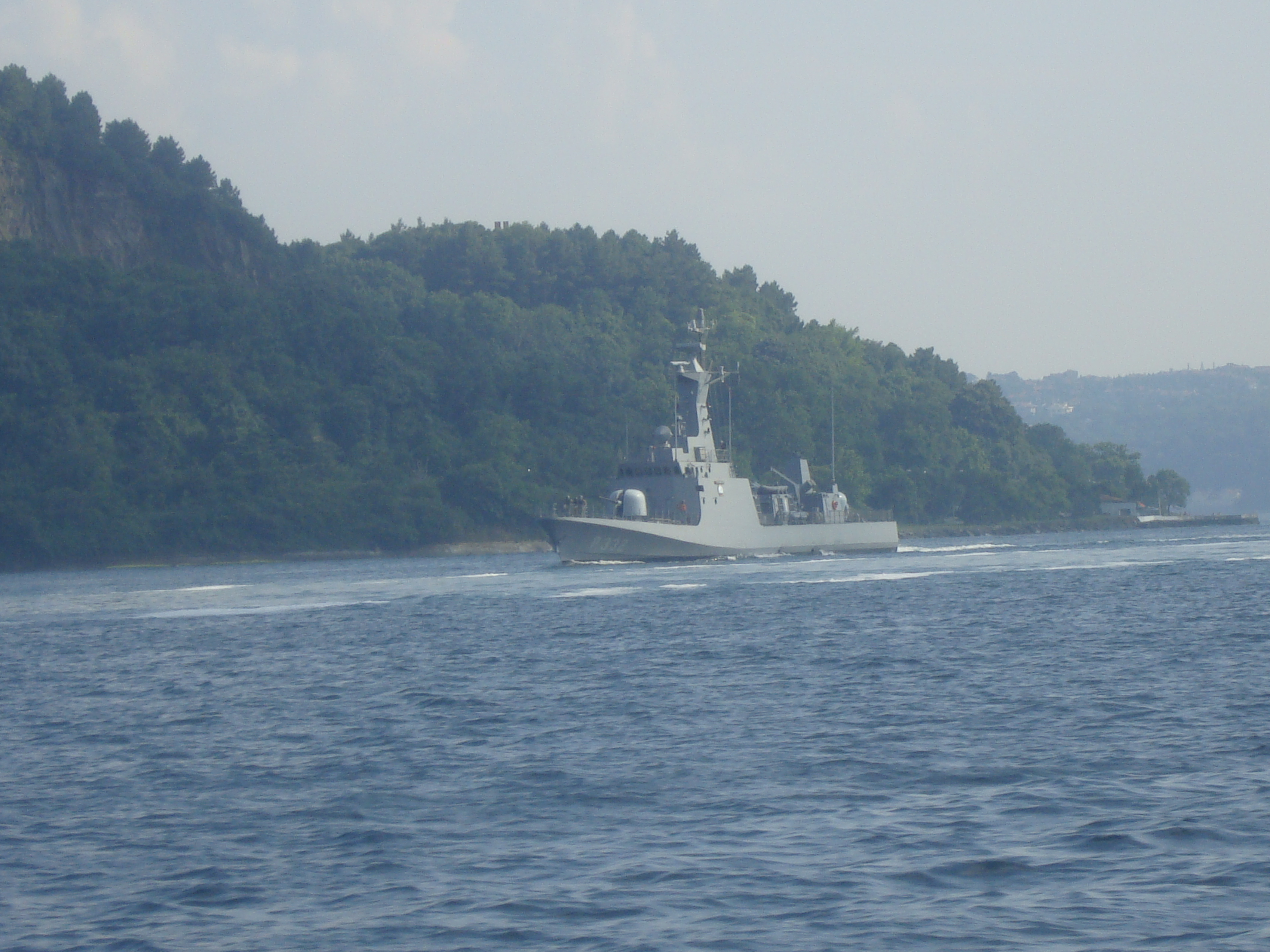
Mızrak (P-332)

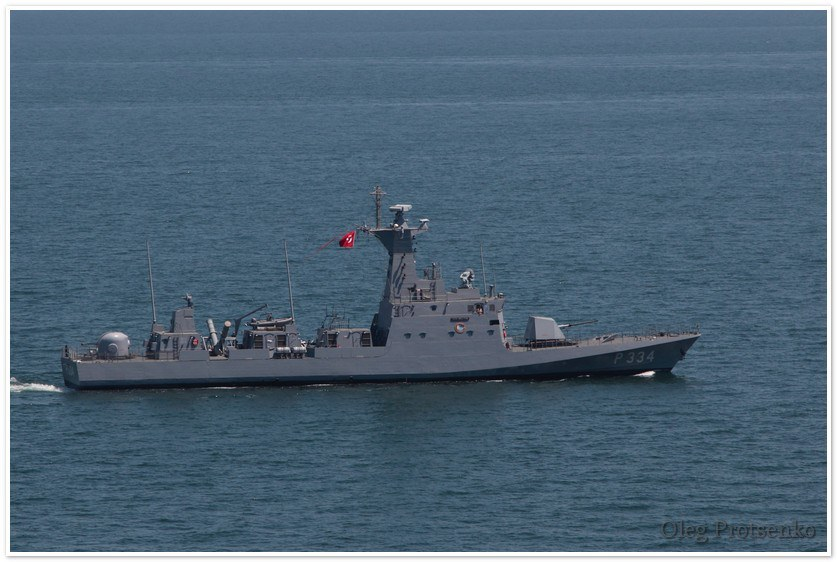
Meltem (P-334)

Plavidla mají podobný trup a pohonný systém jako předcházející třídy Doğan a Yıldız, jsou ovšem větší a větším výtlakem. Jejich nástvba a stěžeň se senzory byly překonstruovány tak, aby byl snížen jejich radarový odraz. Plavidla nesou navigační radar SCOUT/KH1007, 3D vyhledávací radar MW 08 a radar pro řízení palby STING-EO.
Hlavňovou výzbroj tvoří jeden dvouúčelový 76mm kanón OTO Melara v dělové věži na přídi a 40mm dvojkanón ve dělové věži na zádi. Údernou výzbroj tvoří osm protilodních střel Harpoon. Pohonný systém tvoří čtyři diesely MTU pohánějící čtyři lodní šrouby. Nejvyšší rychlost dosahuje 38 uzlů. Dosah je 1050 námořních mil při 30 uzlech.